# Гексанитроиридат(III) калия
Гексанитроиридат(III) калия — комплексная соль калия, иридия и азотистой кислоты с формулой K3Ir(NO2)6.

## Получение
Получают взаимодействием H2[IrCl6] с KNO2.

## Физические свойства
Кристаллизуется в кубической сингонии, пространственная группа F m3m, параметры ячейки a = 1,059 нм, Z = 4, структура типа гексанитрокобальтата(III) калия K3Co(NO2)6.
Соединение является диамагнетиком.
Плохо растворяется в воде, не растворяется в этиловом спирте и диэтиловом эфире.

## Применение
Используется как промежуточный продукт в производстве иридия.